# 秋田市立飯島南小学校
秋田市立飯島南小学校（あきたしりつ いいじまみなみしょうがっこう）は、秋田県秋田市飯島西袋にある公立小学校。学校区は、秋田市北部、おおむね、県道72号線以北、県道231号線近辺となっている。

## 概要
外旭川小、港北小、飯島小の3校が過密化し、その解消のため1986年より秋田市内38番目の小学校として開校した。飯島、将軍野、外旭川の一部を学区としている。ほとんどの生徒が、秋田市立飯島中学校に進学する。2022年に、秋田市立上新城小学校を吸収した。
- 敷地面積：  19,384m2
- 校舎面積：4,995m2
- 屋内運動場面積：986m2
- 屋外運動場面積:  9,562  m2

## 教育目標
- 夢をもち、ひとみ輝く明るい子どもの育成 ～目標に向かい、励まし合いながら粘り強く取り組む子ども～
  - 温かい心をもつ子ども
  - よりよく考え行動する子ども
  - 粘り強く取り組む子ども

## 沿革
以下、注釈の無い項目は学校の公式サイトの情報によるもの。
- 1986年
  - 4月4日 - 開校式
  - 7月19日 - プール完成
  - 10月12日 - グラウンド完成
  - 11月1日 - 校歌「夢 美しく」制定
  - 11月5日 - 校舎落成記念式典挙行（この日を開校記念日とする）
- 1989年10月21日 - 市政百周年記念「ふるさとカプセル埋設」
- 1995年10月12日 - 創立10周年記念式典挙行。
- 1998年1月22日 - ホームページオープン。
- 1999年3月10日 - 夢の門、レリーフ完成。
- 2004年1月15日 - ソニー子ども科学教育プログラム　奨励プロジェクト校に選定。
- 2005年11月5日 - 創立10周年記念式典挙行。
- 2010年9月9日 - 秋田県学校関係緑化コンクール「知事賞」受賞。
- 2011年
  - 7月9日 - 秋田県学校関係緑化コンクール学校緑化の部「知事賞」受賞
  - 10月15日 - 秋田市緑化コンクール「特別優秀賞」受賞
- 2015年
  - 4月16日 - 平成27年度文部科学省「スーパー食育スクール」指定。
  - 10月31日 - 創立30周年記念式典挙行。
- 2016年10月15日 -  秋田市緑化コンクール「秋田市教育長賞」受賞。
- 2017年10月28日 - 「小さな親切」運動実践活動賞受賞。
- 2018年10月12日- 東京2020オリンピック・パラリンピック「2020賞」受賞、マスコット・アスリート来校、優良PTA文部科学大臣表彰受賞。
- 2019年
  - 9月2日- 秋田県学校関係緑化コンクール学校緑化の部「東北森林管理局長賞」受賞。
  - 10月30日 - 第55回全県花壇コンクール「優良賞」受賞。
- 2022年4月1日 - 秋田市立上新城小学校を統合。併せて、秋田市立飯島小学校の学区の一部を本校の学区に変更。

## 校章
- 校章のページを参照。
- 太平山と田園地帯の稲穂を表現しており、子供達が恵まれた自然の中で、穏やかに成長する事を希望したものである。

## 校歌
- 校歌のページを参照。
- 作詞：大友康二、作曲：菅原良吉

## スポーツ少年団
- 野球
- サッカー

## 主な進学先
- 秋田市立飯島中学校

## 最寄駅
- 上飯島駅

## アクセス
- 秋田中央交通 厚生医療センター線及び将軍野線 サンパーク下車
- キングタクシー 秋田市マイタウン・バス北部線上新城コース 飯島南小前下車

## 著名出身者
- 土屋健太（サッカー選手）
- 大友侑也（サッカー選手）

## 学区内周辺

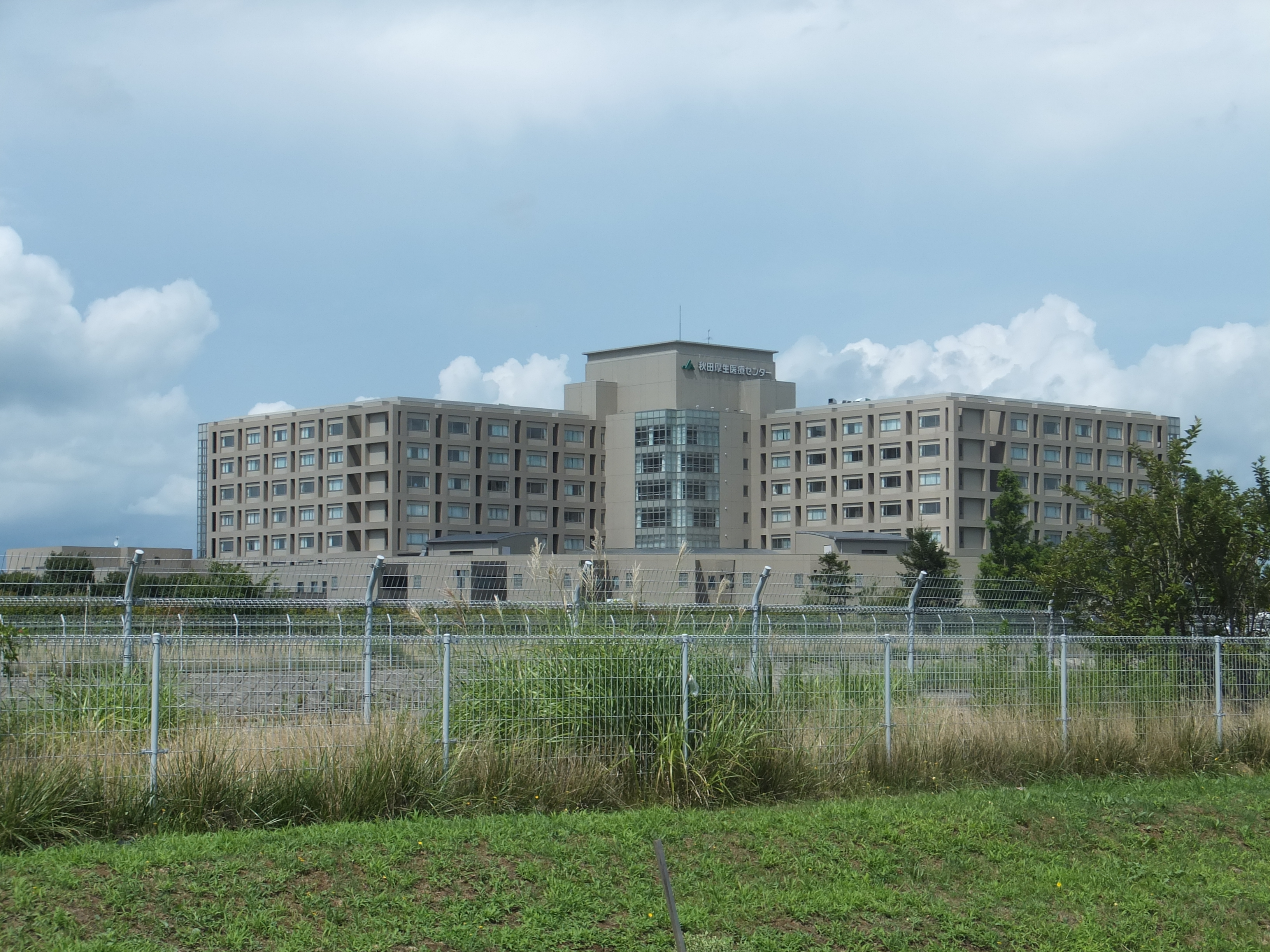
秋田厚生医療センター
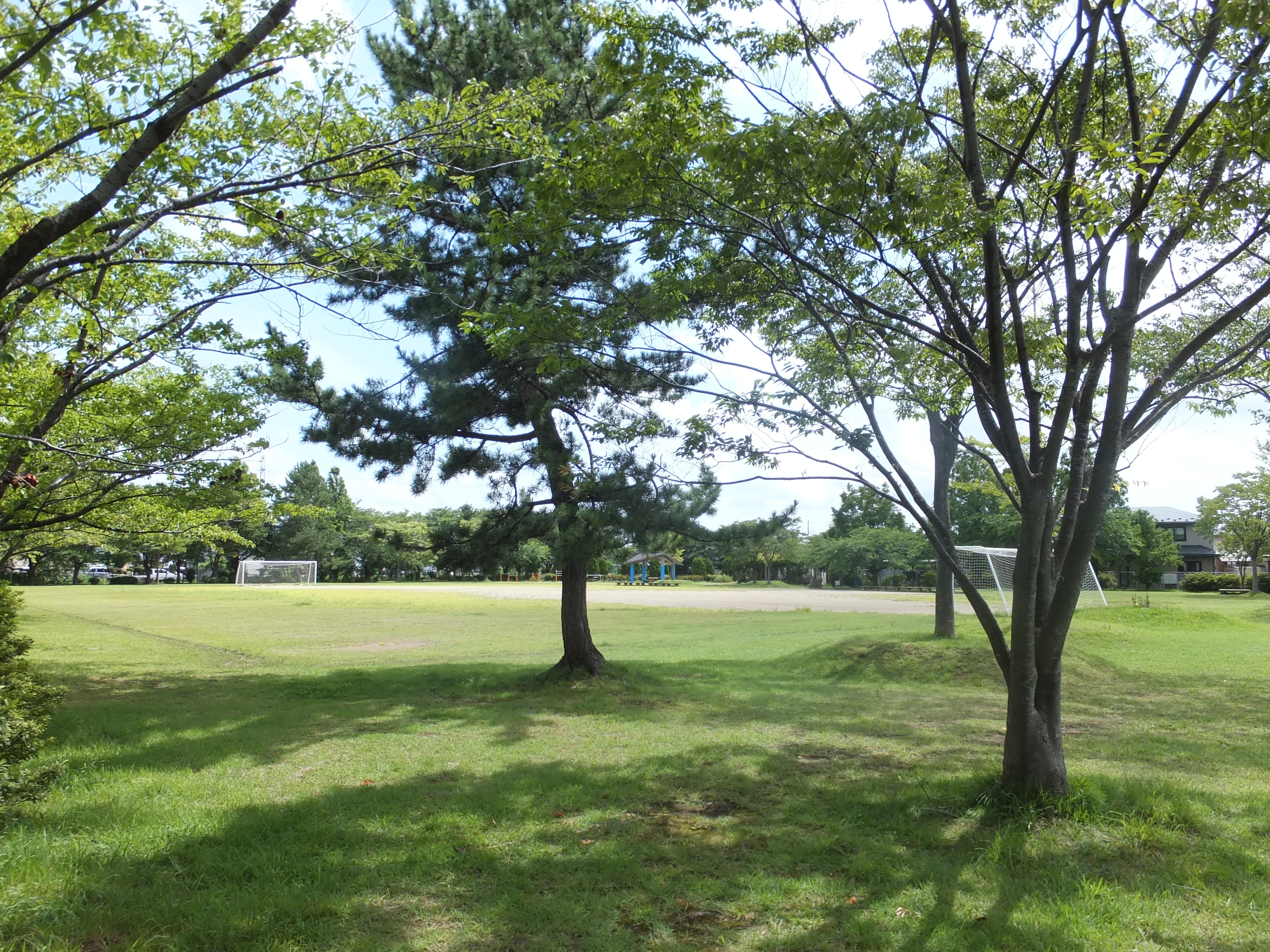
前谷地近隣公園